# Bel-el

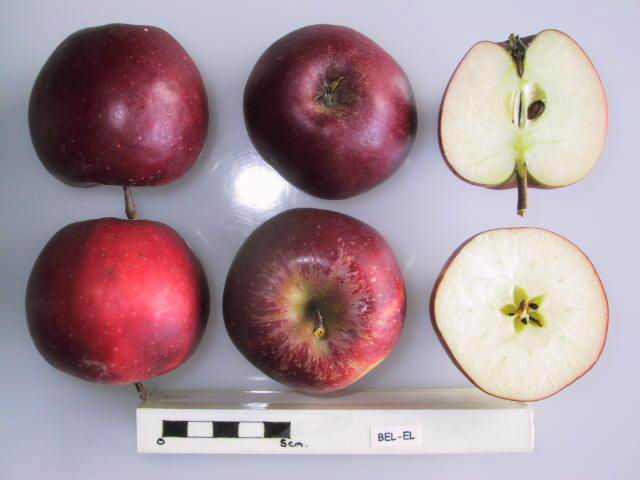

Bel-el (Malus domestica „Bel-el“) je ovocný strom, kultivar druhu jabloň domácí z čeledi růžovitých. Plody jsou řazeny mezi odrůdy zimních jablek, sklízí se v září, dozrává v listopadu, skladovatelné jsou do února.

## Historie

### Původ
Byla nalezena v Rummen, Belgii, v roce 1997 jako barevná pupenová mutace (sport) odrůdy „Elstar“. Registraci v ČR provedla firma Jomobel NV, Halen, Belgie v roce 2004.

## Vlastnosti
Od odrůdy Elstar se liší barvou plodů a dřívějším termínem zralosti. Odrůda může namrzat, a je choulostivá i v období kvetení.

### Růst
Růst odrůdy je střední. Koruna je vzpřímená, čase spíše rozložitá. Pravidelný řez je nezbytný, zejména letní řez. Plodí na krátkých letorostech, jednotlivě i ve shlucích, je třeba probírky plůdků, má sklon k maloplodosti.

## Plodnost
Plodí středně brzy, průměrně a nepravidelně.

## Kvetení
Kvete pozdně. Je cizosprašná, špatná kompatibilita odrůd při opylení je důvodem nepravidelné sklizně.

## Plod
Plod je kulatě kuželovitý, střední. Slupka nerovná, středně silná, suchá, hladká, ojíněná, žlutozelené zbarvení je překryté červenou barvou s žíháním. Dužnina je krémová navinulá se sladce navinulou chutí.

## Choroby a škůdci
Odrůda náchylná k poškození strupovitostí jabloní a středně náchylná k padlí. Obecně je odolnost k houbovým chorobám nízká.

## Použití
Je vhodná ke skladování a přímému konzumu. Je rovněž vhodná ke zpracování.